# Кадниковский уезд
Кадниковский уезд — административная единица в составе Вологодского наместничества и Вологодской губернии, существовавшая до 1929 года. Центр — город Кадников.

## История
Кадниковский уезд был образован в 1780 году в ходе административной реформы Екатерины II, когда он был отнесён к Вологодской области Вологодского наместничества. В 1796 году отошёл к Вологодской губернии, в составе которой и оставался до 1929 года. В 1851 году из Вельского уезда в Кадниковский уезд были переданы территории Емской, Нижеслободской, Митюковской, Вальской, Катромской, Петряевской, Вожегодской, Ухтомской, Енальской, Зубовской, Давыдовской, Вотчинской и Глубоковской волостей. В 1929 году Вологодская губерния и все её уезды были упразднены, а их территория вошла в новый Северный край.

## Административное деление
Волости и волостные центры на 1893 год:
I стан
- Аксентьевская волость - Петряевская
- Богородская волость - Богородское
- Верхнераменская волость - Никифоровское
- Грибцовская волость - Ильинское
- Заболотско-Юковская волость - Никольское
- Задносельская волость - Заднее
- Закушская волость - Чирково
- Кокошиловская волость - Кокошилово и Покровское
- Корневская волость - Николо-Корневское
- Новостаросельская волость - Новое
- Томашская волость - Королиха
- Троицкая волость - Овригино
- Устьянская волость - Устье

II стан
- Большемургинская волость - Большая Мурга
- Бельтяевская волость - Еремиха
- Двиницкая волость - Троицко-Двиницкое
- Замошская волость - Покровское
- Кодановская волость - Кодановско-Благовещенское
- Корбангская волость - Воробьево
- Маныловская волость - Ладыженская
- Михайловская волость - Алферовская
- Никольская волость - Никольское
- Пельшемская волость - Поповское
- Пустораменская волость - Никольское Пустораменское
- Рубежская волость - Пестино
- Сямженская волость - Спасское
- Устьрецкая волость - Устьрека

III стан
- Азлецкая волость - Ильинско-Азлецкое
- Вальгская волость - Макаровская
- Васьяновская волость - Ивачино
- Вотчинская волость - Федяевская
- Вожегодская волость - Вожегодский погост
- Давыдовская волость - Заречье (Ивойловская)
- Ильинская волость - Коншинская
- Ембская волость - Ембское-Николаевское
- Зубовская волость - Явенгский-Покровский погост
- Иоанно-Слободская волость - Иоанно-Слободское-Благовещенское
- Кремлёвская волость - Кремлево
- Катромская волость - Макаровская
- Кумзерская волость - Флоро-Лавровский погост
- Лешевская волость - Воскресенский-Лещевский погост
- Матюковская волость - Костюнинская
- Нижнеслободская волость - Хмелевская
- Петряевская волость - Тарасовская
- Троицко-Енальская волость - Троицко-Енальское
- Ухтомская волость - Ухтомский-Успенский погост
- Рождественско-Фроловская волость - Рождественно-Фроловский погост
- Шапшинская волость - Семаково
- Шевницкая волость - Никулинская

В 1913 году в уезде было 49 волостей: Азлецкая, Аксентьевская, Богородская (центр — погост Рождественский), Больше-Мургинская, Белятьевская (центр — д. Ногинская), Вальгская (центр — д. Выдриха), Васьяновская (центр — с. Ивачино), Верхне-Раменская (центр — погост Никольский), Вожегодская (центр — д. Новожилово), Вотчинская (центр — д. Федяевская), Грибцовская (центр — с. Ильинское), Давыдовская (центр — погост Никольский), Двиницкая (центр — погост Троицкий), Ембская (центр — погост Никольский), Заболотско-Юковская (центр — д. Никольское), Задносельская (центр — д. Задняя), Закушская (центр — д. Чиркова), Замошская (центр — д. Покровское), Зубовская (центр — погост Покровский), Ильинская, Ионанно-Слободская (центр — д. Ершиха), Катромская (центр — д. Макаровская), Кодановская (центр — д. Средняя), Кокошиловская, Корбангская (центр — д. Воробьев), Корневская (центр — д. Николо-Корневское), Кремлёвская, Кумзерская (центр — д. Назариха), Лешевская (центр — погост Воскресенский), Маныловская (центр — д. Ладыженская), Матюковская (центр — д. Сосновица), Михайловская (центр — д. Попчиха), Нижне-Слободская (центр — д. Хмелевская), Никольская, Новостаросельская (центр — с. Ново-Никольское), Пельшемская (центр — с. Поповское), Петряевская (центр — д. Тарановская), Пустораменская (центр — погост Никольский), Рождественско-Фроловская (центр — погост Фроловский), Рубежская (центр — д. Арганово), Сямженская (центр — с. Спасское), Томашская (центр — д. Королиха), Троицкая (центр — д. Овригина), Троицко-Енальская, Устьрецкая (центр — погост Никольский), Устьянская (центр — с. Устье), Ухтомская, Шапшенская (центр — погост Никольский), Шевницкая (центр — погост Дмитриевский).
К 1926 году волостей стало 21: Васьяновская (центр — с. Ивачино), Верхне-Кубенская (центр — д. Черновская), Вожегодская, Двиницкая (центр — д. Чекшино), Заднесельская (центр — с. Заднее), Кадниковская, Кремлёвская (центр — станция Коноша), Кумзерская (центр — д. Симаково), Маныловская (центр — д. Бережок), Мольская (центр — с. Чучково), Огибаловская, Пундугская, Ратковецкая (центр — д. Климовская), Согорская (центр — станция Харовская), Сямженская (центр — д. Ярыгино), Троице-Енальская, Устьрецкая, Устьянская (центр — с. Устье), Уфтюжская (центр — д. Бережное), Чарондская (центр — д. Воскресенская), Явенгская (центр — пос. Явенга).

## Демография
По данным переписи 1897 года в уезде проживало 188,8 тыс. чел. В том числе русские — 99,4 %. В городе Кадникове проживало 2406 чел..

## Ссылка
- Старые карты Кадниковского уезда